# الديوماب

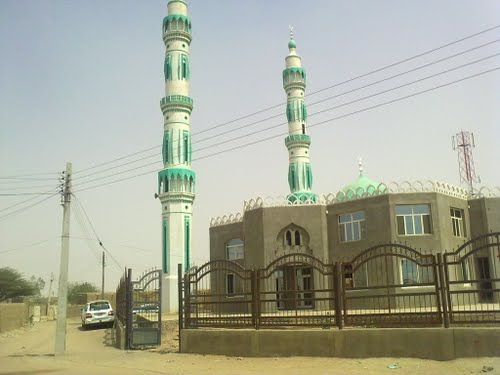
مسجد الديوماب

الديوماب هم بنو محمد ديومة بن عبد الله جماع جد قبائل العبدلاب في السودان التي تنتسب إلى محمد بن الحسن العسكري المعروف لدى الشيعة بأنه الإمام الثاني عشر الإمام المهدي.

## ديارهم
يسكن الديوماب اليوم في مدينة حجر العسل في قريتي الديوماب والكندرية.
وموطن الديوماب هو جزيرة مرنات، على بعد حوالي 80 كيلو مترٍ من العاصمة الخرطوم و 70 كيلومترٍ من شندي شمالاً و 10 كيلومتر من الشلال السادس السبلوقة، وتقع الجزيرة في قلب مدينة حجر العسل والتي تشمل قرى الديوماب وأبو طليح وقرى الوحدة. وتعتبر جزيرة مرنات من أكبر جزر ولاية نهر النيل من المنطقة الممتدة من السبلوقة جنوباً وحتى أبو حمد شمالاً. يبلغ طولها حوالي 15 كيلومتر. تحدها من الجنوب الغربي قرية مديني ومن الجنوب الشرقي مدينة حجر العسل ومن الشمال الغربي مدينة ود حامد ومن الشمال الشرقي جزيرة نقزو وقرية الكندرية (الديوماب)، وتتفرع الجزيرة إلى ثلاث جزر رئيسية مثل دقرمس وكجوج ويونى الأميناب وجزر صغيرة مثل جزيرة المناصير وارن وغيرها.
حكم ديومة المنطقة شمال العاصمة قرىـ إذ كان أميراً عليها منذ تأسيس المملكة. وكان ديومة يشكل حائط دفاع شمال العاصمة قرى وكان يمتد نفوذه من الشلال السادس جنوباً السبلوقة وحتى نهر عطبرة شمالاً، إذ كانت الإدارة الشمالية الأخرى في يد أشقائه النقير وادركوجا وذلك قبل أن تقوم مملكة الجعليين الكبرى بقيادة أول زعمائهم سعد أبو دبوس والذي كانت بداية حكمه الفعلية في عام1588 وكان حكمه محلي بمشورة العبدلاب وكانت اللبنة الأولى لإنشاء مملكة الجعليين التي أقيمت على أنقضاض مملكة العبدلاب القومية.
وقد كانت جزيرة مرنات معقل آل ديومة وآل ود الهندي إلى أن جاء عام 1946، حيث غمرت الجزيرة بالمياه ورحل الديوماب شرق النيل حيث استقروا في قرية الديوماب والتي أخذ اسمها من اسم أبيهم وكانوا أول من سكن تلك المنطقة. وقد رحل منهم رجل ي6دعى الأمين حماد ود بابكر ود على ود الأمين ود عجيب ود شاور ود عبد الله جماع، وأسس قرية تقع شمال الديوماب موازية لمدينة ود حامد سميت لاحقاً بقريةالكندرية تيمنا بإسكندرية مصر. ويقول شاعر الجزيرة مرنات.

## من أعلامهم
1. الأستاذ عبد الله يوسف الخديوي مدير الهيئة الخيرية لدعم القوات المسلحة (ولاية الخرطوم)
2. شقيقه زعيم المؤتمر الشعبي بالمحلية محمد يوسف الخديوي،
3. عبد الرحيم الشعرانى (نهر النيل)
4. العميد الدكتور عبد الرحمن يوسف على
5. البروف عبد الرحيم محمد الأمين مدير جامعة الغرير الإماراتية
6. الأستاذ بجامعة السودان السابق
7. الشاعر أحمد أبو جماع صاحب قصيدة (الطود الأشم عبد الله الطيب)
8. الشاعر عباس فضل الله صاحب ديوان (رياض على النيل الأزرق)
9. أحمد الصادق
10. حسين الصادق
11. طارق حماد.
12. علي أحمد كرتي
13. عثمان مصطفى رئيس المؤتمر الوطني بقرية الديوماب
14. محمد الأمين إبراهيم بقرية الكندرية